# Ángela García Rives
Ángela Rafaela Ana García Rives (Madrid, 2 de junio de 1891 - post 1968) fue la primera bibliotecaria española, conseguido cuando accedió, después de presentarse a las oposiciones en 1913, al 3.er grado de Oficiales del Cuerpo de Archiveros, Bibliotecarios y Arqueólogos.

## Trayectoria
Perteneciente a una familia con antecedentes bibliotecarios, su padre fue archivero-bibliotecario del Senado. Estudió el Bachillerato en el Instituto General y Técnico del Cardenal Cisneros, al igual que sus hermanos. Después, estudió Magisterio en la Escuela Normal de Madrid y amplió sus estudios en el Colegio Nacional de Sordomudos y Ciegos. Se licenció en Filosofía y Letras por la Universidad Central de Madrid obteniendo el Premio Extraordinario en la sección de Historia en 1912. Obtuvo el doctorado con premio extraordinario en 1917 con una tesis sobre los reyes Fernando VI y Bárbara de Braganza.
Fue la primera mujer en ingresar en el Cuerpo de Archiveros, Bibliotecarios y Arqueólogos en 1913, al que se presentaron 91 postulantes a las pruebas de oposición, hubo 26 aprobados y ella fue la única mujer en presentarse y además superarlas. Estuvo destinada en la Biblioteca Pública de Jovellanos en Gijón y en el Archivo General Central de Alcalá de Henares en 1914.  A los pocos meses, en julio de 1914, ingresa por concurso en la Biblioteca Nacional de España, BNE, donde permaneció durante 46 años, hasta su jubilación el 12 de junio de 1961.
En 1948, luego de 34 años de servicio y con designación de interina desde 1930, fue nombrada jefa de catalogación en la BNE, durante su gestión se produjeron numerosas publicaciones sobre normativa para catalogación y ordenación del catálogo.
| «No es cosa frecuente entre nosotros que las mujeres acometan y publiquen trabajos científicos. Aun los literarios los realizan parca y excepcionalmente. Y menos, que la borla doctoral, antiguo patrimonio de cabezas barbadas, cubra cabezas femeniles, donde de ordinario lucen galas más frívolas». —Ángela García Rives. |

## Relaciones
Durante sus estudios de Filosofía y Letras en la Universidad Central de Madrid tuvo por compañeros al Marqués del Saltillo y a Claudio Sánchez Albornoz. Cuando se traslada a la BNE en 1914 coincide con Manuel Machado como compañero de trabajo.

## Reconocimientos
En 1962 se le concedió la Encomienda de la Orden Civil de Alfonso X el Sabio.